# Contaminantes criterio

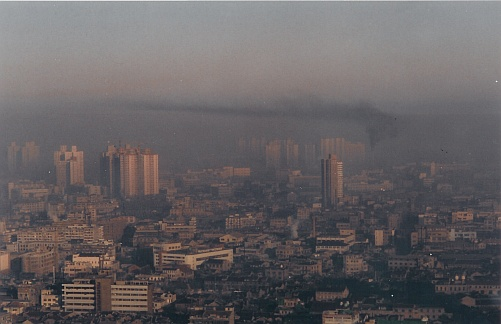
Smog en Shanghái (diciembre de 1993).

Los contaminantes del aire se han clasificado como contaminantes criterio y contaminantes no criterio. Los contaminantes criterios se han identificado como perjudiciales para la salud y el bienestar de los seres humanos. Se les llamó contaminantes criterio porque fueron objeto de evaluaciones publicadas en documentos de calidad del aire en los Estados Unidos (EE. UU.), con el objetivo de establecer niveles permisibles que protegieran la salud, el medio ambiente y el bienestar de la población. Actualmente el término “contaminantes criterio” ha sido adoptado en muchos países. Para cada contaminante criterio se han desarrollado guías y normas. Las guías son recomendaciones que establecen los niveles de exposición a contaminantes atmosféricos, a fin de reducir los riesgos o proteger de los efectos nocivos. Las normas establecen las concentraciones máximas de los contaminantes atmosféricos que se permiten durante un período definido, estos valores límite son diseñados con un margen de protección ante los riesgos y tienen la finalidad de proteger la salud humana y el medio ambiente.

## Introducción
La identificación subjetiva de los efectos de la contaminación del aire condujo a la identificación de los siguientes contaminantes principales (que en ocasiones se describen como contaminantes criterio): partículas, dióxido de azufre, monóxido de carbono, óxido de nitrógeno (que por lo común se miden como NO2), compuestos orgánicos volátiles (los cuales suelen medirse en la atmósfera como hidrocarburos que no provienen del metano, porque el metano es relativamente poco reactivo en la formación de smog fotoquímica), y ozono (un término que comprende otros oxidantes, NPA y otros compuestos). Estos contaminantes son los más comunes y omnipresentes en los centros urbanos, que es donde la población se concentra. En la actualidad sabemos que cuando se observa un efecto de contaminación del aire es necesario tener en cuenta muchos otros contaminantes además de los principales. Por ejemplo, el ozono solo en el aire no produce la irritación de ojos y garganta que se observa cuando existe el smog fotoquímico; es evidente que otras sustancias químicas contribuyen a esto.
Los contaminantes criterio Como afectan a la Salud y Naturaleza
Muchos contaminantes causan daños a humanos, plantas y ciertos materiales. Los llamados “contaminantes criterio” son aquellos para los que se han establecido límites para proteger la salud y bienestar humano. Existen dos categorías de efectos a la salud en función del tiempo de exposición a los contaminantes: agudos y crónicos. Los efectos agudos afectan inmediatamente a determinados órganos, tales como los órganos relacionados con la respiración y los ojos. Los efectos crónicos son aquellos que se presentan después de una larga exposición (años) a los contaminantes. Los daños a la salud humana varían con la intensidad y duración de la exposición a los contaminantes y con el nivel de salud de la población. Grupos determinados de la población son más sensibles a la contaminación que otros, como los niños, adultos mayores y personas con enfermedades cardiopulmonares y enfermedades respiratorias.

## Impacto ambiental
A continuación se presentan brevemente los impactos a la salud y ecología que produce cada contaminante.

### Dióxido de azufre (SO2)
Pertenece a la familia de los óxidos de azufre (SOx) que son gases incoloros que se forman al quemar azufre y tienden a disolverse fácilmente en agua. La fuente primaria de SOx es la quema de combustibles fósiles, que contienen azufre en su composición, como el combustóleo y en particular, el carbón. Sin embargo, dentro de los SOx, se incluyen a otros compuestos de azufre de origen natural, como el ácido sulfhídrico (H2S) y el di-metilsulfuro (CH3SCH3) proveniente de erupciones volcánicas y de la brisa marina.
La exposición a SO2 produce irritación e inflamación aguda o crónica de las mucosas conjuntival y respiratoria. El SO2 puede transformarse en otros productos, tales como partículas finas de sulfato (SO4) y niebla de ácido sulfúrico (H2SO4). Se ha visto que bajo la combinación de partículas y SO4 , suele aumentar el riesgo en la salud al incrementar la morbilidad y mortalidad de enfermos crónicos del corazón y vías respiratorias. En individuos asmáticos puede producir bronco-constricción.

### Dióxido de nitrógeno (NO2)
El dióxido de nitrógeno (NO2), junto con las partículas suspendidas son los responsables de la capa café-rojiza que se puede ver con frecuencia sobre muchas áreas urbanas. Este gas pertenece a los óxidos de nitrógeno (NOx), término genérico comúnmente empleado para referirse a un grupo de gases altamente reactivos, que contienen diferentes cantidades de oxígeno y nitrógeno como el óxido nítrico (NO) y bióxido de nitrógeno.
Los óxidos de nitrógeno se forman cuando un combustible es quemado a altas temperaturas y/o cuando este contiene compuestos nitrogenados. Las principales fuentes antropogénicas de NOx, son los vehículos automotores, plantas de generación de electricidad, y otras fuentes industriales, comerciales y residenciales que queman combustibles. Los NOx pueden formarse también naturalmente, por la descomposición bacteriana de nitratos orgánicos, incendios forestales y de pastos y en menor grado en tormentas eléctricas.
El aumento progresivo en la exposición al NO2 puede producir problemas de percepción olfativa, molestias respiratorias, dolores respiratorios agudos y edema pulmonar.

### Materia particulada (PM)
Forma una mezcla compleja de materiales sólidos y líquidos suspendidos en el aire, que pueden variar significativamente en tamaño, forma y composición, dependiendo fundamentalmente de su origen. El tamaño del material particulado varía desde 0.005 hasta 100 micras (10-6) de diámetro aerodinámico, esto es, desde unos cuantos átomos hasta el grosor de un cabello humano.
Las partículas se forman por procesos naturales como la polinización de las plantas e incendios forestales y por fuentes antropogénicas que abarca, desde la quema de combustibles hasta la fertilización de campos agrícolas. Las partículas pueden ser directamente emitidas de la fuente, como partículas primarias y pueden formarse partículas secundarias cuando reaccionan algunos gases en la atmósfera tales como: los óxidos de nitrógeno, los óxidos de azufre, el amoníaco, los compuestos orgánicos, etc.
Hace unos quince años su estudio y regulación ambiental se centraba en las partículas suspendidas totales (PST), las cuales son menores de 100 µm de diámetro aerodinámico. Posteriormente, la atención se centró en las partículas menores de 10 µm, y hasta hace apenas unos años en las partículas finas y ultrafinas, es decir, las menores a 2.5 y 1 µm, respectivamente. Así, las llamadas PM 10 se pueden dividir, por su tamaño, en las fracciones gruesa, fina y ultrafina, siendo la fracción gruesa la compuesta por partículas cuyo diámetro aerodinámico se encuentra entre 2.5 y 10 µm (PM 2.5-10 ); la fracción fina que incluye aquellas partículas con diámetro aerodinámico menor a 2.5 µm (PM 2.5 ), y finalmente, la fracción ultrafina que incluye a las partículas menores de 1µm.
Entre más pequeñas sean las partículas pueden penetrar directamente hasta el interior de los pulmones con posibles efectos tóxicos debido a sus inherentes características fisicoquímicas. En varios estudios, llevados a cabo en Estados Unidos y en Europa, se ha encontrado que la exposición prolongada a partículas finas provenientes de la combustión es un factor importante de riesgo ambiental en casos de mortalidad por cáncer pulmonar y enfermedades cardio-pulmonares (Pope et al., 2002).

### Plomo (Pb)
El plomo es un metal que se usaba frecuentemente para fabricar tuberías de agua, recipientes para alimentos, pinturas y gasolina. La fuente primaria de contaminación del aire por plomo ha sido el uso de combustibles con plomo en los automóviles.
Debido a que el plomo no se consume en el proceso de combustión, se emite como material particulado. Uno de los más grandes éxitos ambientales de los dos últimos decenios, ha sido la reducción de plomo en el aire gracias a la sustitución de gasolinas con plomo por gasolinas sin plomo.
El plomo es un contaminante tóxico para los humanos, su difícil remoción del cuerpo hace que se acumule en varios órganos y pueda dañar el sistema nervioso central. Un gran número de estudios científicos ha documentado los efectos nocivos de la exposición al plomo. La intoxicación aguda produce síntomas como diarrea, vómito, cólico, convulsiones y dolor de cabeza. Su eliminación del cuerpo es posible mediante tratamientos médicos, aunque el daño provocado principalmente al sistema nervioso no es reversible. Los niños con altos niveles de plomo en la sangre presentan desórdenes en su comportamiento social y un desarrollo mental restringido con efectos neuroconductuales irreversibles.
El criterio para evaluar la calidad del aire con respecto al plomo (Pb) es el valor normado para la protección de la salud de la población en la norma NOM-026-SSA1-1993.

### Monóxido de carbono (CO)
El monóxido de carbono es un gas incoloro e inodoro que en concentraciones altas puede ser letal, pues impide el transporte del oxígeno a la sangre, lo que puede ocasionar una reducción significativa en la dotación de oxígeno al corazón.
El monóxido de carbono se forma en la naturaleza mediante la oxidación del metano (CH4), que es un gas común producido por la descomposición de la materia orgánica. La principal fuente antropogénica de monóxido de carbono es la quema incompleta de combustibles como la gasolina por falta de oxígeno.
Una manera de reducir el CO en la atmósfera, es que los automóviles sean afinados debidamente para asegurar la mezcla del combustible con el oxígeno. Por ello, los programas como el de Verificación Vehicular y la introducción de convertidores catalíticos en algunas ciudades de México como el Distrito Federal ha sido especialmente útil para controlar el monóxido de carbono. El criterio para evaluar la calidad del aire con respecto al monóxido de carbono (CO) es el valor normado para la protección de la salud de la población en la norma NOM-021-SSA1-1993.

### Ozono(O3)
El ozono es un compuesto gaseoso incoloro, que posee la capacidad de oxidar materiales. El ozono es un contaminante secundario que se forma mediante la reacción química del dióxido de nitrógeno (NO2) y compuestos orgánicos volátiles (COV) en presencia de la luz solar.
El ozono puede ocasionar inflamación pulmonar, depresión del sistema inmunológico frente a infecciones pulmonares, cambios agudos en la función, estructura y metabolismo pulmonar y efectos sistémicos en órganos blandos como el hígado.

## Episodios de Contaminación del aire por Contaminantes Criterio
Episodios de contaminación que se han presentado en diferentes ciudades del mundo. 
- Ecologistas en Acción alertaron el aumento de la contaminación atmosférica y el empeoramiento de la calidad del aire en Cartagena en los dos primeros meses del año    (marzo de 2007).  Superando del valor límite de protección para la salud humana (135 µg/m3) del contaminante dióxido de azufre, SO2, en la estación medidora de Torreciega. El más grave, el 28 enero con 541,6 microgramos por m³, superando el umbral de alerta a la población que es de 500 µg/m3, cuando solo se permite según la normativa, un máximo de tres días al año. Se  produjo un empeoramiento de la calidad del aire en Cartagena en material particulado respirable, PM10. La legislación vigente establece un valor límite diario para las PM10, de 50µg/m3 (microgramos/m3), que no debe rebasarse más de 35 días al año, para preservar una adecuada protección de la salud de los ciudadanos. Las partículas PM10 pueden causar problemas de salud, en pulmones y vías respiratorias.

- La ciudad de Huelva  sufrió un episodio de contaminación atmosférica por ozono (O3) al superarse levemente el umbral de concentración de estas partículas en el aire, por lo que las autoridades sanitarias aconsejaron a las personas con problemas respiratorios, a los ancianos y a los niños que no realicen esfuerzos físicos prolongados al aire libre (mayo de 2010). Según informó a Europa Press la Consejería de Medio Ambiente, el incidente se ha registrado entre las 14.00 y las 15.00 horas en el barrio de La Orden, en el extrarradio de la capital onubense. Los niveles de concentración del ozono en el aire se han disparado hasta los 188µg/m3  superando así el umbral de los 180 microgramos y dando lugar a un episodio de contaminación de nivel alto.

- Las concentraciones atmosféricas de material particulado superan los valores establecidos por la reglamentación ambiental de la ciudad de Bogotá. En particular, en la zona industrial de Bogotá las violaciones a la norma de calidad del aire se presentan de manera permanente desde hace varios años. Entre los años 1998 y 2005, siete estaciones de la red han reportado medias anuales que superan la norma anual para PM10. Desde el año 2001 y a nivel de toda el área urbana del distrito capital se incumple la norma anual de PM10 en más del 40% de los días del año. Esto significa que durante una proporción significativa de tiempo, los habitantes de la ciudad se encuentran expuestos a niveles de contaminación por material particulado que son considerados inadecuados por entidades como la Agencia de Protección Ambiental de los Estados Unidos y la Organización Mundial de la Salud. Esta situación es particularmente crítica para la zona industrial de la ciudad en la que es común que más del 90% de los días del año se presenten valores superiores al equivalente a la norma anual de PM10.

## Soluciones a la contaminación del aire (contaminantes criterio)
Para luchar contra la contaminación en los Estados Unidos, surge la Ley de Aire Limpio de 1970 cuyas enmiendas dieron paso a la Agencia de Protección Ambiental (EPA) con autoridad para establecer y hacer cumplir las normas de contaminación atmosférica y establecer las normas de emisión para las nuevas fábricas y reducir los extremadamente peligrosos contaminantes industriales.  Los estados están obligados a cumplir "de calidad del aire ambiental" por la regulación de las emisiones de diversos contaminantes procedentes de fuentes fijas existentes, tales como las centrales eléctricas, las incineradoras, depuradoras, precipitadores electrostáticos, filtros y otros. 
Los fabricantes de automóviles tenían la obligación de instalar controles de escape o el desarrollo de motores menos contaminantes. La Ley de Aire Limpio, en su forma enmendada en 1977, autorizó a la EPA para imponer normas más estrictas de contaminación y sanciones por el incumplimiento de dichas normas de calidad del aire.
El resultado de estas leyes ha causado un progreso limitado en la reducción de las cantidades de dióxido de azufre, monóxido de carbono, óxido de nitrógeno, ozono, partículas y plomo en el aire. La EPA también regula los contaminantes del aire, donde destacan: el mercurio, berilio, asbesto, cloruro de vinilo, benceno, sustancias radiactivas, y el arsénico inorgánico. 
La solución más satisfactoria a largo plazo para reducir la contaminación del aire puede ser la eliminación de los combustibles fósiles y, en última instancia, la sustitución de la combustión interna de los motores. Para estos fines se han reunido en los Estados Unidos, Japón y Europa para desarrollar fuentes alternativas de energía, así como diferentes tipos de motores de transporte, tal vez alimentándose por electricidad o vapor. Un sistema de subsidios de la contaminación sobre la base de comercio de derechos de emisión se ha establecido en los Estados Unidos en un intento de utilizar el mercado libre a recompensar la reducción de la contaminación, y la venta internacional de los excedentes de derechos de emisión esté permitida por el Protocolo de Kioto. 
Otras soluciones propuestas incluyen la electricidad y el aumento de las tasas de la gasolina a fin de reflejar mejor los costos ambientales  para desalentar el despilfarro y la ineficiencia, mecánica y los controles de carbón extraído de las plantas.  En 1992, 150 naciones firmaron un tratado sobre el calentamiento global en las Naciones Unidas patrocinada por la cumbre sobre el medio ambiente en Río de Janeiro. La conferencia de las Naciones Unidas sobre el Cambio Climático, celebrada en Kioto, Japón, en 1997, produjo un acuerdo internacional para luchar contra el calentamiento global por reducir drásticamente las emisiones de gases industriales. Aunque los Estados Unidos abandonó el tratado en el 2001, diciendo que estaba en contra de los intereses de los EE. UU.

## Límites  de emisión de determinados contaminantes criterio (Europa)
La Unión establece techos nacionales de emisión de contaminantes acidificantes y eutrofizantes y de precursores de ozono para reforzar la protección del medio ambiente y de la salud humana frente a los efectos nocivos de estos contaminantes. Directiva 2001/81/CE del Parlamento Europeo y del Consejo, de 23 de octubre de 2001, sobre techos nacionales de emisión de determinados contaminantes atmosféricos.
La comunicación de la Comisión sobre su estrategia de lucha contra la acidificación, que tenía por objeto establecer, por primera vez, límites máximos nacionales de emisión para cuatro contaminantes: el dióxido de azufre (SO2), los óxidos de nitrógeno (NOx), los compuestos orgánicos volátiles (COV) y el amoníaco (NH3), responsables de los fenómenos de acidificación, eutrofización y formación de ozono troposférico (asimismo denominado "ozono malo" presente en altitudes bajas, a diferencia del ozono estratosférico), independientemente de cuáles sean las fuentes de contaminación. El depósito de contaminantes ácidos (SO2, NOx y NH3) sobre la vegetación, las aguas de superficie, los suelos, los edificios y los monumentos entraña una reducción de la alcalinidad de los lagos y los ríos y tiene graves consecuencias para la vida biológica. Por ejemplo, en Escandinavia la acidificación ha sido responsable de la destrucción de las poblaciones de peces en millares de lagos y cursos de agua. Este fenómeno también hace que numerosos bosques sean vulnerables a las sequías, las enfermedades y los insectos nocivos.
Si bien el aporte de nitrógeno a los suelos es de crucial importancia para la nutrición de las plantas, estas tienen, no obstante, necesidades diversas al respecto. Los depósitos de componentes nitrogenados de la atmósfera (como el NOx y el NH3) modifican los ecosistemas terrestres y acuáticos, con la consiguiente alteración de los vegetales y de la biodiversidad.
La acidificación, el ozono troposférico y la eutrofización de los suelos son fenómenos transfronterizos y, como tales, deben ser tratados por medio de una intervención comunitaria coordinada.
La Directiva prevé la introducción, a más tardar en 2010, de techos nacionales de emisión para el dióxido de azufre (SO2), los óxidos de nitrógeno (NOx), los compuestos orgánicos volátiles (COV) y el amoníaco (NH3). Dichos techos se establecen en el Anexo I de la Directiva. Los techos de emisión tienen por objeto alcanzar en general los siguientes objetivos medioambientales intermedios:
las superficies que presenten niveles críticos de depósitos de contaminantes ácidos se verán reducidas como mínimo en un 50% en comparación con la situación de 1990.
Las concentraciones de ozono en la baja atmósfera que superan el nivel crítico aceptable para la salud humana deberán reducirse en dos tercios en comparación con la situación de 1990. También se establece un límite absoluto. La superación de los valores guía establecidos por la Organización Mundial de la Salud tendrá que limitarse a menos de 20 días al año; las concentraciones de ozono en la baja atmósfera superiores al nivel crítico para los cultivos y la vegetación seminatural deberán reducirse en un tercio en comparación con la situación de 1990. Se establece asimismo un límite absoluto.
Los Estados miembros deberán elaborar programas de reducción progresiva de las emisiones nacionales anuales antes del 1 de octubre de 2002. En caso necesario, los programas serán objeto de revisión y actualización en 2006. Se pondrán a disposición del público y de las organizaciones interesadas y se transmitirán a la Comisión. Además, los Estados miembros tendrán que elaborar y actualizar anualmente sus inventarios y previsiones de emisiones nacionales relativos al SO2, a los NOx, a los COV y al NH3. Dichos inventarios y previsiones serán comunicados anualmente a la Comisión y a la Agencia Europea de Medio Ambiente antes del 31 de diciembre.
La Comisión está obligada a informar al Parlamento Europeo y al Consejo (en 2004, 2008 y 2012) sobre los progresos realizados en el cumplimiento de los techos, de los objetivos medioambientales intermedios y de los objetivos a medio plazo de la Directiva. Dichos informes deberán incluir una evaluación económica de la rentabilidad, los costes y ventajas, las repercusiones para la competitividad y la incidencia socioeconómica de la aplicación de los techos nacionales de emisión, referente a cada Estado miembro. Los Estados miembros y la Comisión cooperarán con los terceros países y las organizaciones internacionales interesadas a fin de intercambiar información y avanzar en las actividades de investigación encaminadas a reducir las emisiones de SO2, NOx, COV y NH3. La Comisión informará al Consejo y al Parlamento sobre la contribución de las emisiones procedentes del tráfico marítimo internacional y las aeronaves a la acidificación, la eutrofización y la formación de ozono en la baja atmósfera en la Comunidad. También indicará las medidas que pueden adoptarse para reducir las emisiones en estos sectores.

## Técnicas de medición de contaminantes criterio en megaciudades
Estudios especiales son necesarios en megaciudades para entender mejor las causas de dichas emisiones y medir el progreso en limitarlas. Las siguientes medidas de estudios especiales en la Ciudad de México demuestran técnicas útiles que pueden ser aplicadas en otras megaciudades:
- Mediciones rutinarias por hora de PM10, O3, NO, NO2, y CO adquiridas de la Red Automática de Monitoreo Atmosférico proveen un registro a largo plazo para determinar las características temporales y espaciales de la contaminación del aire.

- Detección remota de emisiones de vehículos individuales, obtenidos del espectro de absorción de luz infrarroja (IR) y ultravioleta (UV) proyectada a través del escape, cuantifica NO, CO, CO2, y HC. Estas pruebas indican que 4% de los automóviles contribuyen al 30% de las emisiones de hidrocarburos de tubos de escape, y 25% de los vehículos contribuyen con el 50% de las emisiones de CO en 1991. La mayoría de los vehículos emiten 3-6% de CO, sugiriendo que fueron deliberadamente ajustados para potencia sin consideración por la reducción de emisiones. Mediciones similares en 1994 mostraron un decremento de alrededor de 50% en el promedio de CO y emisiones de hidrocarburos, demostrando la efectividad de convertidores catalíticos requeridos en los coches vendidos después de 1991.32 Emisiones detectadas remotamente en 2000  encuentran mayores emisiones en áreas de la ciudad con menor ingreso. Sin embargo, las emisiones vehiculares promedio disminuyeron en 70% para CO y 90% para HC relativo a los valores de 1991. Para todas estas especies, la emisión media es notablemente menos que el promedio, que ocurre porque una fracción de los vehículos tienen altas emisiones y por tanto un impacto desproporcionado en el promedio de emisiones. Datos pasados muestran que emisiones de CO y HC decrecieron abruptamente después de 1988, y emisiones de NOx decrecieron bruscamente para carros manufacturados después de 1992.

- Los hidrocarburos aromáticos poli-cíclicos (PAH) se originan de las emisiones de los vehículos motorizados, refinerías de petróleo, incendios forestales, y por cocinar. Las concentraciones de PAH a lo largo de las carreteras de la Ciudad de México varía de 60 a 910 μg/m.   Estos niveles son aproximadamente 5 veces más altos que las concentraciones medidas en los Estados Unidos y están entre los valores ambientales más altos registrados. Las grandes concentraciones son con probabilidad debidas a la combinación de vehículos viejos de diésel y la flota de vehículos de uso ligero relativamente sucios de la ciudad, la mitad de los cuales carecía de convertidores catalíticos en 2003.

- En la primavera de 2003, un equipo multinacional de expertos, dirigidos por el MIT, condujo una intensa campaña de campo de 5 semanas en la Zona Metropolitana del Valle de México (ZMVM). El objetivo es contribuir al entendimiento del problema de la calidad del aire en las megaciudades conduciendo mediciones y modelando estudios de contaminantes atmosféricos en la ZMVM y proveer una base científica para generar estrategias de control de emisiones.